# 원주 흥법사지 진공대사탑비
원주 흥법사지 진공대사탑비(原州 興法寺址 眞空大師塔碑)는 대한민국 강원특별자치도 원주시 지정면 안창리 흥법사지에 있는 진공대사를 기리기 위해 세운 비로 대한민국의 보물 제463호이다. 신라말 고승인 진공대사가 당나라에 유학하고 돌아와 고려 태조의 왕사가 되어 940년(태조 23년)에 입적하자 태조가 비문을 짓고 당 태종의 글씨를 집자하여 세운 비이다. 비신은 경복궁에 옮겨지고 귀부와 이수만 남아 있다. 이 비에 따른 부도도 1931년에 경복궁으로 옮겨졌다.

## 개요
흥법사터에 남아 있으며, 신라 말에서 고려 초에 활약한 승려인 진공대사(869∼940)를 기리기 위해 세운 비이다. 비문이 새겨진 몸돌은 깨어진 채 경복궁으로 옮겨놓아 이 곳에는 비의 받침돌과 머릿돌만 남아 있다.
진공대사는 장순선사(長純禪師)밑에서 승려가 되었으며, 당나라에서 수도하고 공양왕 때 귀국한 후 왕의 스승이 되었다. 고려 건국 후에도 왕건이 그의 설법에 감화하여 스승으로 머물기를 원하였으나, 이를 사양하고 소백산으로 들어가 수도하였다. 태조 23년에 입적하니 태조가 손수 비문을 짓고, 최광윤이 당 태종의 글씨를 모아 비를 세웠다.
비를 이고 있었던 돌거북은 거북이라기보다 용에 가까운 머리를 하고 있으며, 입에는 여의주를 물고 네 발로 바닥을 힘차게 딛고 있다. 목은 짧고 등껍질 무늬는 정육각형에 가까운데 그 안에는 만(卍)자 무늬와 연꽃이 새겨져 있다.
머릿돌은 앞면 중앙에 비의 명칭이 새겨져 있고, 그 주위에는 구름 속을 요동치는 용을 조각하였다. 용 두 마리가 서로 무섭게 노려보고 다른 두 마리는 양 귀퉁이에서 옆을 쳐다보고 있다. 뒷면에도 네 마리의 용이 사방을 주시하고 있는데, 웅장한 기운이 넘치면서도 섬세하게 조각되어 당시의 높은 예술수준이 엿보인다.
경복궁에 있는 비의 몸돌은 여러 개의 조각으로 깨져있어 부분적으로 비문을 알아보기가 힘든 상태이나, 대체로 대사의 생애와 업적 등이 기록되어 있다고 한다.

## 특징
귀부는 용두화한 거북머리에 입에는 여의주를 물고 있는 네 발로 대석을 힘있게 딛고 있다. 이수는 진공대사란 전자글씨가 새겨 있고, 구름문양 속에 생등하는 용이 정교하고 섬세하게 조각되어 조각예술의 높은 수준을 보여준다.

## 사진

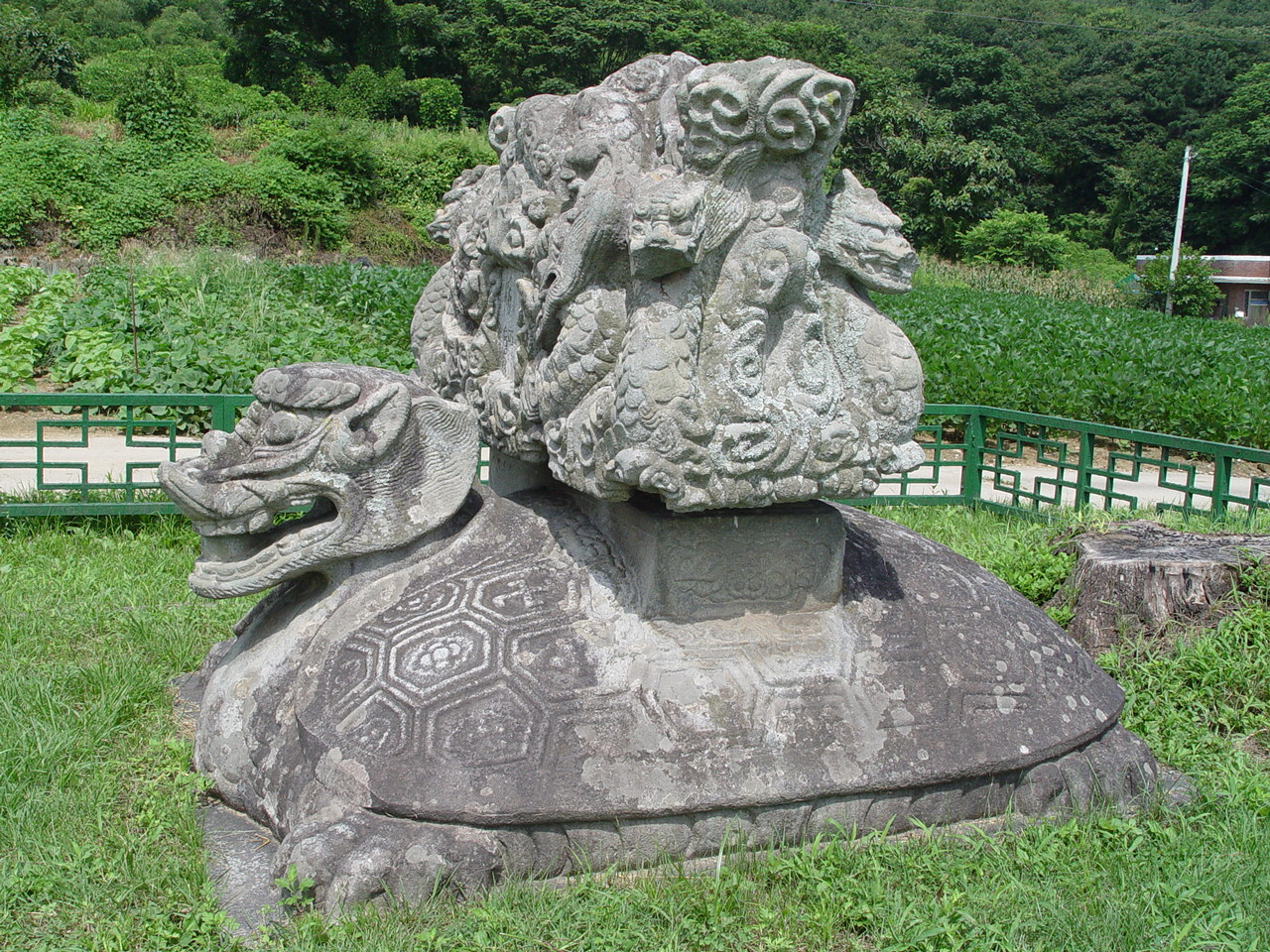
측면
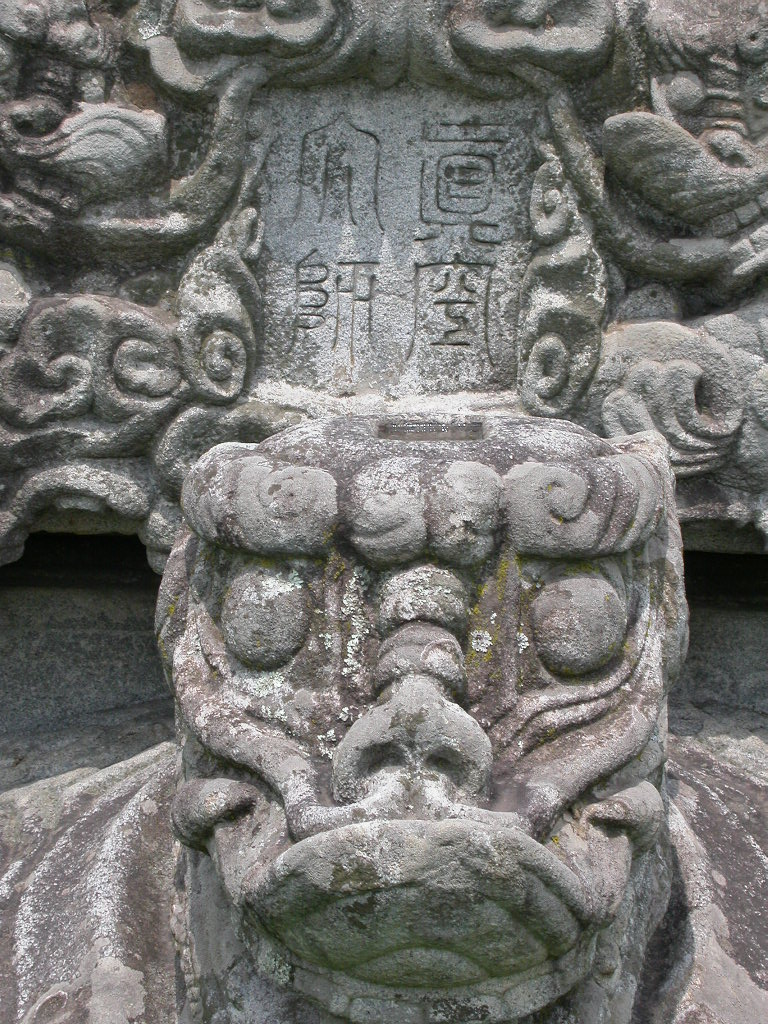
머릿돌 세부

## 같이 보기
- 원주 흥법사지 삼층석탑
- 원주 흥법사지 진공대사탑 및 석관
- (전)원주 흥법사지 염거화상탑
- 진공대사

## 참고 자료
- 위키미디어 공용에 원주 흥법사지 진공대사탑비 관련 미디어 분류가 있습니다.
- 한국어 위키문헌에 이 글과 관련된 원문이 있습니다. 원주 흥법사지 진공대사탑비
- 원주 흥법사지 진공대사탑비 - 국가유산청 국가유산포털